# Noc w muzeum: Tajemnica grobowca
Noc w muzeum: Tajemnica grobowca (ang. Night at the Museum: Secret of the Tomb) – amerykański film komediowy z 2014 roku i sequel filmu Noc w muzeum z 2006 roku i Noc w muzeum 2 z 2009 roku Wystąpili m.in. Ben Stiller, Owen Wilson, Steve Coogan, Dan Stevens oraz Robin Williams.
Film został zadedykowany pamięci Robina Williamsa zmarłego w 2014 roku.

## Obsada
| Aktor | Postać                     | Dubbing               |
| --- | -------------------------- | --------------------- |
| Ben Stiller | Larry Daley                | Waldemar Barwiński    |
| Ben Stiller | Laaa                       | Waldemar Barwiński    |
| Robin Williams | Theodore Roosevelt         | Tadeusz Kwinta        |
| Owen Wilson | Jedediah Smith             | Wojciech Chorąży      |
| Steve Coogan | Oktawian                   | Krzysztof Banaszyk    |
| Ricky Gervais | Dyrektor McPhee            | Wojciech Paszkowski   |
| Rami Malek | Ahkmerah                   | Modest Ruciński       |
| Dan Stevens | Sir Lancelot               | Marcin Przybylski     |
| Rebel Wilson | Tilly                      | Elżbieta Romanowska   |
| Skyler Gisondo | Nick Daley                 | Maciej Falana         |
| Patrick Gallagher | Hun Attyla                 | Marcin Troński        |
| Brad Garrett | Głowa z Wyspy Wielkanocnej | Marcin Troński        |
| Mizuo Peck | Sacajawea                  | Agnieszka Kudelska    |
| Rachael Harris | Madeline Phelps            | Lidia Sadowa          |
| Brennan Elliott | Robert Fredericks          | Paweł Ciołkosz        |
| Dick Van Dyke | Cecil Fredericks           | Jan Janga-Tomaszewski |
| Mickey Rooney | Gus                        | Stanisław Brudny      |
| Bill Cobbs | Reginald                   | Jacek Czyż            |
| Ben Kingsley | Merenkahre                 | Kazimierz Kaczor      |
| Alice Eve | Aktorka/Ginewra            |                       |
| Hugh Jackman | Hugh Jackman/Król Artur    | Tomasz Błasiak        |
| Opracowanie i udźwiękowienie wersji polskiej: Studio Sonica Reżyseria: Miriam Aleksandrowicz Tłumaczenie: Arleta Walczak Dialogi polskie: Joanna Kuryłko Dźwięk i montaż: Maciej Brzeziński Mix: Deluxe Media W pozostałych rolach: Barbara Zielińska, Dorota Furtak |                            |                       |

## Fabuła
Ben Stiller ponownie w roli Larry’ego Daleya, strażnika w muzeum, w którym nocą ożywają zgromadzone w nim niezwykłe eksponaty. Tym razem Larry wyrusza wraz z synem do Londynu, by w Muzeum Brytyjskim przeżyć największą przygodę swojego życia.